# Raion de Glodeni

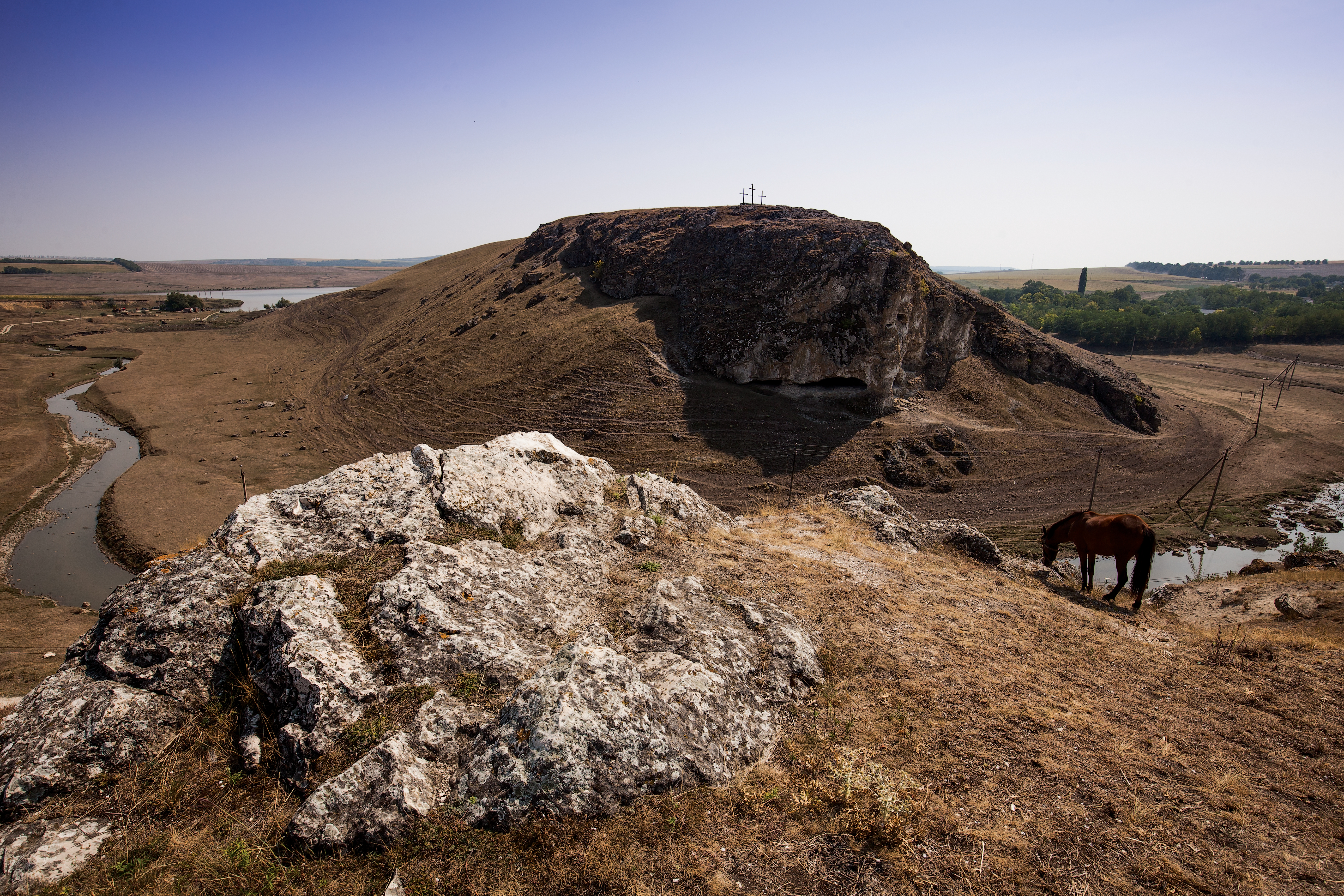
Près du village de Butești, dans le raion de Glodeni. Aout 2015.

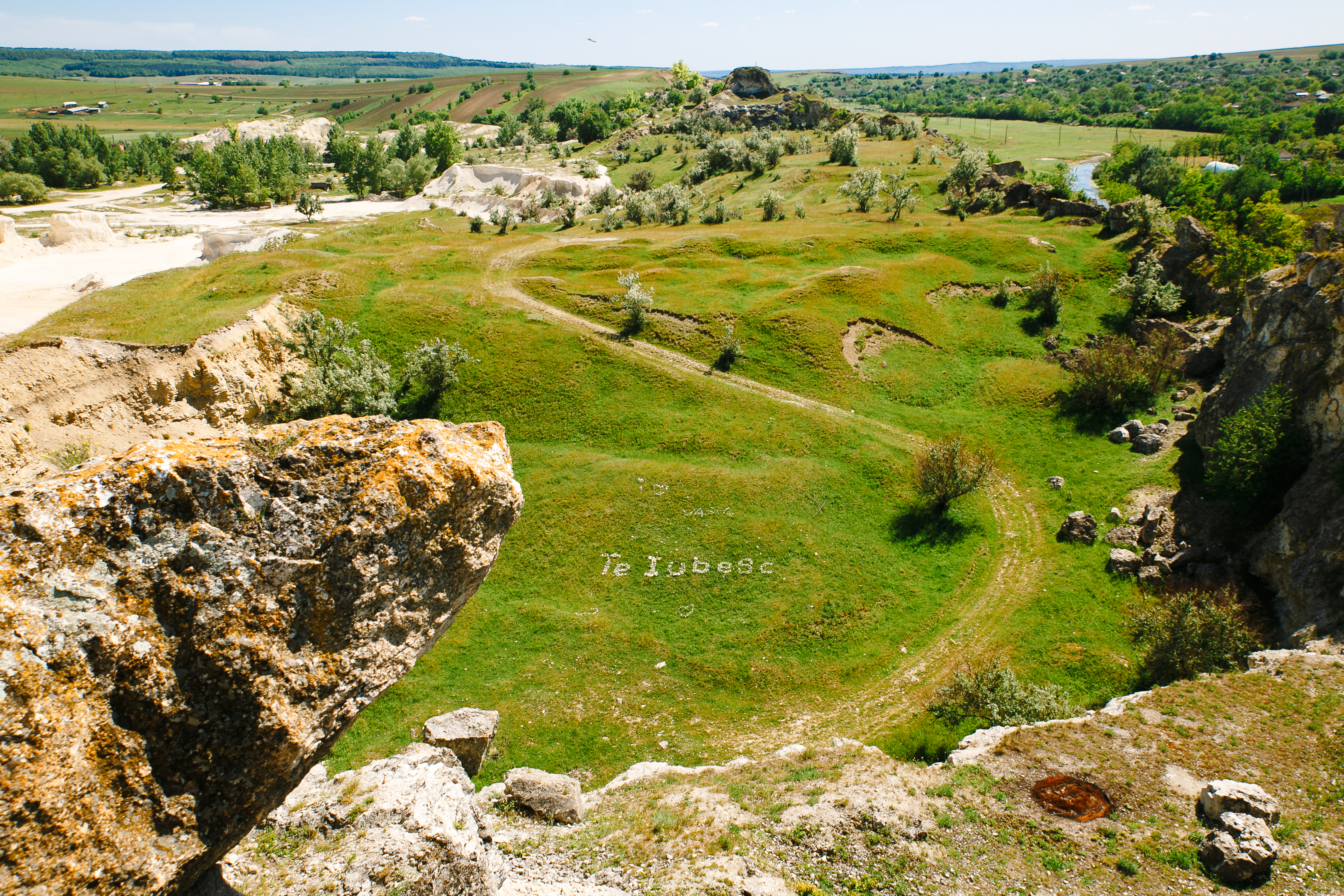
Stînca Mare, une formation géologique et paléontologique de le raion de Glodeni. Photo mai 2018.

Le raion de Glodeni est un raion de la république de Moldavie, dont le chef-lieu est Glodeni. En 2014, sa population était de 51 306 habitants.

## Démographie
| Groupe ethnique      | %    |
| -------------------- | ---- |
| Moldaves et Roumains | 80,1 |
| Ukrainiens           | 16,4 |
| Russes               | 2,2  |
| Roms                 | 0,7  |
| Autres               | 0,5  |
| Bulgares             | 0,1  |
| Gagaouzes            | 0,1  |

## Économie
6 500 entreprises sont implantées dans le raïon.

## Religions
- 98,1 % de la population du raïon est chrétienne, dont une grande partie sont orthodoxes.
- 0,6 % de la population est athée ou sans religion.